# 1833 في الولايات المتحدة
فيما يلي قوائم الأحداث التي وقعت خلال عام 1833 في الولايات المتحدة.

## سياسة

### تعيين في المنصب
- 1 يناير – جدعون لي عمدة مدينة نيويورك.
- 1 يناير – وليام الكسندر غراهام عضو مجلس نواب كارولينا الشمالية.
- 1 يناير – ويليام مارسي حاكم نيويورك [الإنجليزية]‏.
- 4 يناير – سيلاس رايت عضو مجلس الشيوخ الأمريكي.
- 1 يناير – ويليام مارسي حاكم نيويورك [الإنجليزية]‏.
- 4 مارس – توماس كوروين عضو مجلس النواب الأمريكي.
- 4 مارس – توماس موريس عضو مجلس الشيوخ الأمريكي.
- 4 مارس – جيمس بوك عضو مجلس النواب الأمريكي.
- 4 مارس – ديفي كروكيت عضو مجلس النواب الأمريكي.
- 4 مارس – ريتشارد مينتور جونسون عضو مجلس النواب الأمريكي.
- 4 مارس – فرانكلين بيرس عضو مجلس النواب الأمريكي.
- 4 مارس – فليمون ديكرسون عضو مجلس النواب الأمريكي.
- 4 مارس – ميلارد فيلمور عضو مجلس النواب الأمريكي.
- 4 مارس – ويليام آلن عضو مجلس النواب الأمريكي.
- 1 مايو – جون براون فرانسيس حاكم رود آيلاند [الإنجليزية]‏.
- 1 مايو – هنري و . ادواردز حاكم كونيتيكت  [لغات أخرى]‏.
- 29 مايو – لويس ماكلين وزير الخارجية الأمريكي.
- 29 مايو – وليام جيه دوان وزير الخزانة الأمريكي.
- 23 سبتمبر – روجر بروك تاني وزير الخزانة الأمريكي.
- 14 أكتوبر – جورج دالاس Pennsylvania Attorney General [الإنجليزية]‏.
- 15 نوفمبر – بنيامين فرانكلين بتلر نائب عام الولايات المتحدة.

### انتهاء فترة المنصب
- 3 مارس – توماس كوروين عضو مجلس النواب الأمريكي.
- 3 مارس – جون أدير عضو مجلس النواب الأمريكي.
- 3 مارس – جون برانش عضو مجلس النواب الأمريكي.
- 3 مارس – ناثانييل بيتجر عضو مجلس النواب الأمريكي.
- 4 مارس – جورج دالاس عضو مجلس الشيوخ الأمريكي.
- 4 مارس – جيمس بوك عضو مجلس النواب الأمريكي.
- 29 مايو – إدوارد ليفينغستون وزير الخارجية الأمريكي.
- 29 مايو – لويس ماكلين وزير الخزانة الأمريكي.
- 22 سبتمبر – وليام جيه دوان وزير الخزانة الأمريكي.
- 14 نوفمبر – روجر بروك تاني نائب عام الولايات المتحدة.

## مواليد

### فبراير
- 11 فبراير – ميلفيل فولر سياسي أمريكي.

### مارس
- 11 مارس – ويليام جيمس بيل عالم نبات أمريكي.

### مايو
- 14 مايو – جيمس دونالد كاميرون سياسي من الولايات المتحدة الأمريكية.

### يونيو
- 1 يونيو – جون مارشال هارلان
- 12 يونيو – جيمس ويفر سياسي أمريكي.

### أغسطس
- 20 أغسطس – بنجامين هاريسون سياسي أمريكي.

### سبتمبر
- 22 سبتمبر – جون كوينسي آدامز الثاني سياسي من الولايات المتحدة.

### نوفمبر
- 13 نوفمبر – إدوين بوث

## وفيات

### يناير
- 1 يناير – هيو غلاس (مواليد 1783)

### مايو
- 13 مايو – جيمس بريكنريدج (مواليد 1763) سياسي أمريكي.

### يونيو
- 1 يونيو – أوليفر ولكت (مواليد 1760)

### أغسطس
- 24 أغسطس – اغبرت بنسون (مواليد 1746) سياسي أمريكي.

### سبتمبر
- 24 سبتمبر – جون ويلسون كامبل (مواليد 1782) سياسي أمريكي.